# فردا (مجموعه تلویزیونی)
فردا (کره‌ای: 내일; لاتین‌نویسی اصلاح‌شده: Naeil) یک مجموعه تلویزیونی محصول کره جنوبی سال ۲۰۲۲ به کارگردانی کیم ته یون و سونگ چی ووک و با بازی کیم هی سون، رو وون، لی سو هیوک و یون جی اون است. این مجموعه بر پایه وب‌تونی در ناور وب‌تون است که در سال ۲۰۱۷ منتشر شد. این مجموعه از ۱ آوریل تا ۲۱ مه ۲۰۲۲، روزهای جمعه و شنبه ساعت ۲۲:۵۰ (کی‌اس‌تی) از ام‌بی‌سی برای ۱۶ قسمت پخش شد. فردا همچنین برای استریم در نتفلیکس قابل دسترسی است.

## خلاصه داستان
چوی جون وونگ (رو وون) یک جوانی است که مدت زیادی دنبال کار می‌گردد اما شغل مطمئنی پیدا نمی‌کند. در حین یک اتفاق، او گریم ریپرها کو ریون (کیم هی سون) و ایم ریونگ گو (یون جی اون) را می‌بیند و به او شغلی را پیشنهاد می‌دهند که باید به کسانی که تصمیم دارند خودکشی کنند، دلیلی برای زندگی بدهد و آنها را از خودکشی منصرف کند.

## بازیگران

### اصلی
- کیم هی سون در نقش کو ریون
  - کال سو وون در نقش جوانی کو ریون[۹][۱۰]
- رو وون در نقش چون جون وونگ
  - کیم را اون در نقش جوانی چوی جون وونگ[۱۱]
- لی سو هیوک در نقش پارک جونگ گیل[۱۲][۱۳]
- یون جی-اون در نقش ایم ریونگ گو
  - سو یون هیوک در تقش جوانی ایم ریونگ گو[۱۴]
- کیم هه سوک در نقش امپراتور جید[۱۵]

## تولید
در ۱۸ ژانویه ۲۰۲۲، تصاویر محل نخستین جلسه فیلم‌نامه خوانی منتشر شد.